# Maera danae
Maera danae är en kräftdjursart som först beskrevs av William Stimpson 1853.  Maera danae ingår i släktet Maera och familjen Melitidae. Inga underarter finns listade i Catalogue of Life.